# Haplothrips halophilus
Haplothrips halophilus är en insektsart som beskrevs av Ian A. Hood 1915. Haplothrips halophilus ingår i släktet Haplothrips och familjen rörtripsar. Inga underarter finns listade i Catalogue of Life.